# نوک‌ضربدری نیوفاندلند
نوک‌ضربدری نیوفاندلند (نام علمی: Loxia curvirostra percna) نام یک زیرگونه از گونه نوک‌ضربدری سرخ است.